# Johnny Kidd & the Pirates
Johnny Kidd & the Pirates fue una agrupación británica de rock and roll liderada por el cantante y compositor Johnny Kidd. Grabaron numerosos sencillos que lograron repercusión a finales de la década de 1950 y comienzos de 1960 como "Shakin' All Over" y "Please Don't Touch". Su puesta en escena, que constaba de trajes de piratas y parches de ojos, fue una fuerte influencia para el género que posteriormente se conocería como glam rock.

## Discografía

### Sencillos
- "Please Don't Touch" b/w "Growl" (1959) (His Master's Voice 45-POP 615)
- "If You Were the Only Girl in the World" b/w "Feelin'" (Dec 1959) (His Master's Voice 45-POP 674)
- "You Got What It Takes" b/w "Longin' Lips" (1960) (His Master's Voice 45-POP 698)
- "Shakin' All Over" b/w "Yes Sir, That's My Baby" (1960) (His Master's Voice 45-POP 753)
- "Restless" b/w "Magic of Love" (1960) (His Master's Voice 45-POP 790)
- "Linda Lu" b/w "Let's Talk About Us" (1961) (His Master's Voice 45-POP 853)
- "Please Don't Bring Me Down" b/w "So What" (1961) (His Master's Voice 45-POP 919)
- "Hurry On Back to Love" b/w "I Want That" (1962) (His Master's Voice 45-POP 978)
- "A Shot of Rhythm and Blues" b/w "I Can Tell" (1962) (His Master's Voice 45-POP 1088)
- "I'll Never Get Over You" b/w "Then I Got Everything" (1963) (His Master's Voice POP 1173)
- "Hungry for Love" b/w "Ecstasy" (1963) (His Master's Voice POP 1228)
- "Always and Ever" b/w "Dr. Feelgood" (1964) (His Master's Voice POP 1269)
- "Jealous Girl" b/w "Shop Around" (1964) (His Master's Voice POP 1309)
- "Whole Lotta Woman" b/w "Your Cheatin' Heart" (1964) (His Master's Voice POP 1353)
- "The Birds and the Bees" b/w "Don't Make the Same Mistake As I Did" (1965) (His Master's Voice POP 1397)
- "Shakin' All Over" b/w "Gotta Travel On" (1965) (His Master's Voice POP 1424)
- "It's Gotta Be You" b/w "I Hate to Get Up in the Morning" (1966) (His Master's Voice POP-1520)
- "Send for That Girl" b/w "The Fool" (póstumo, 1966) (His Master's Voice POP 1559)